# Algemeen Handelsblad

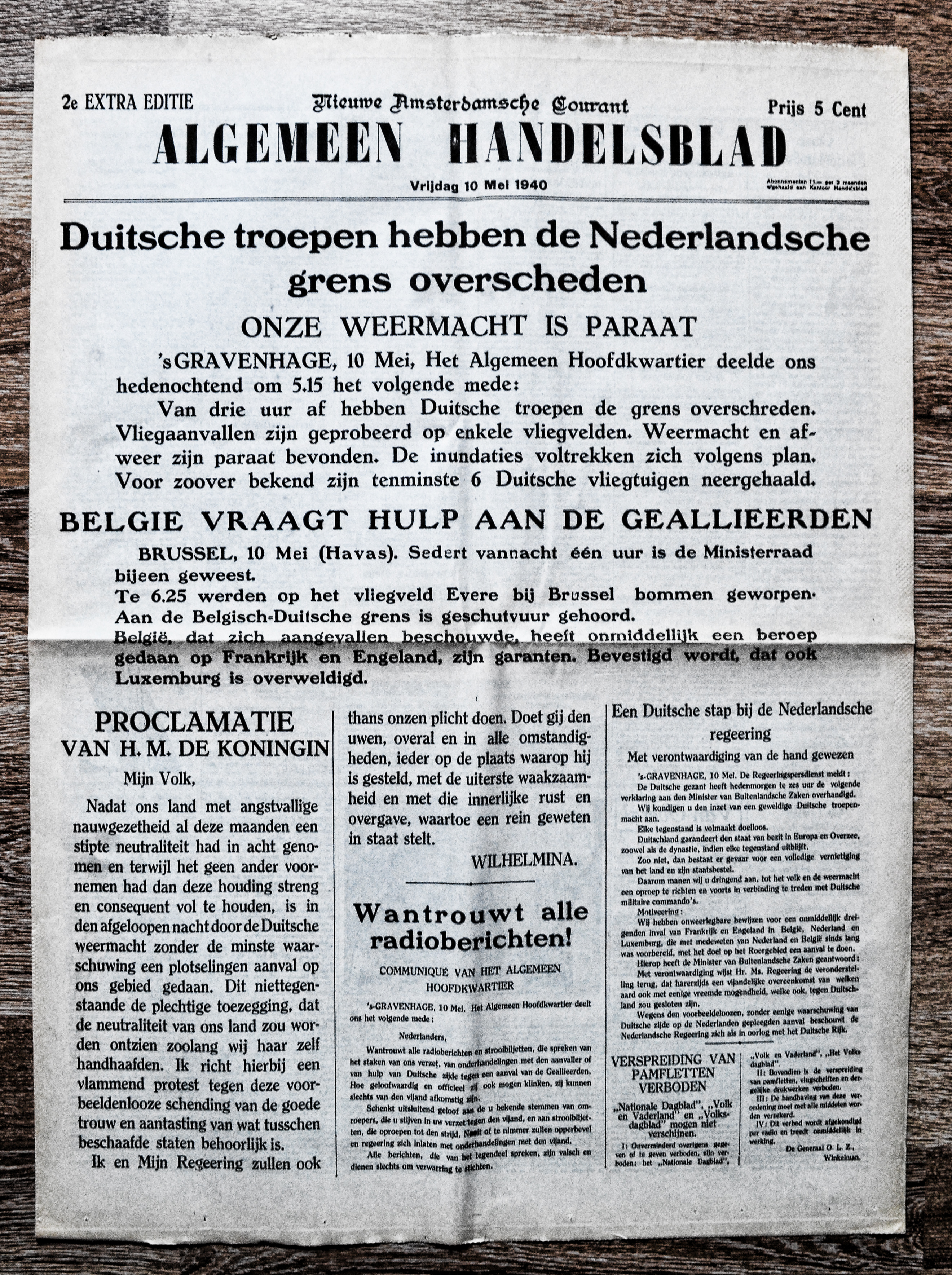
„Algemeen Handelsblad“ 1940

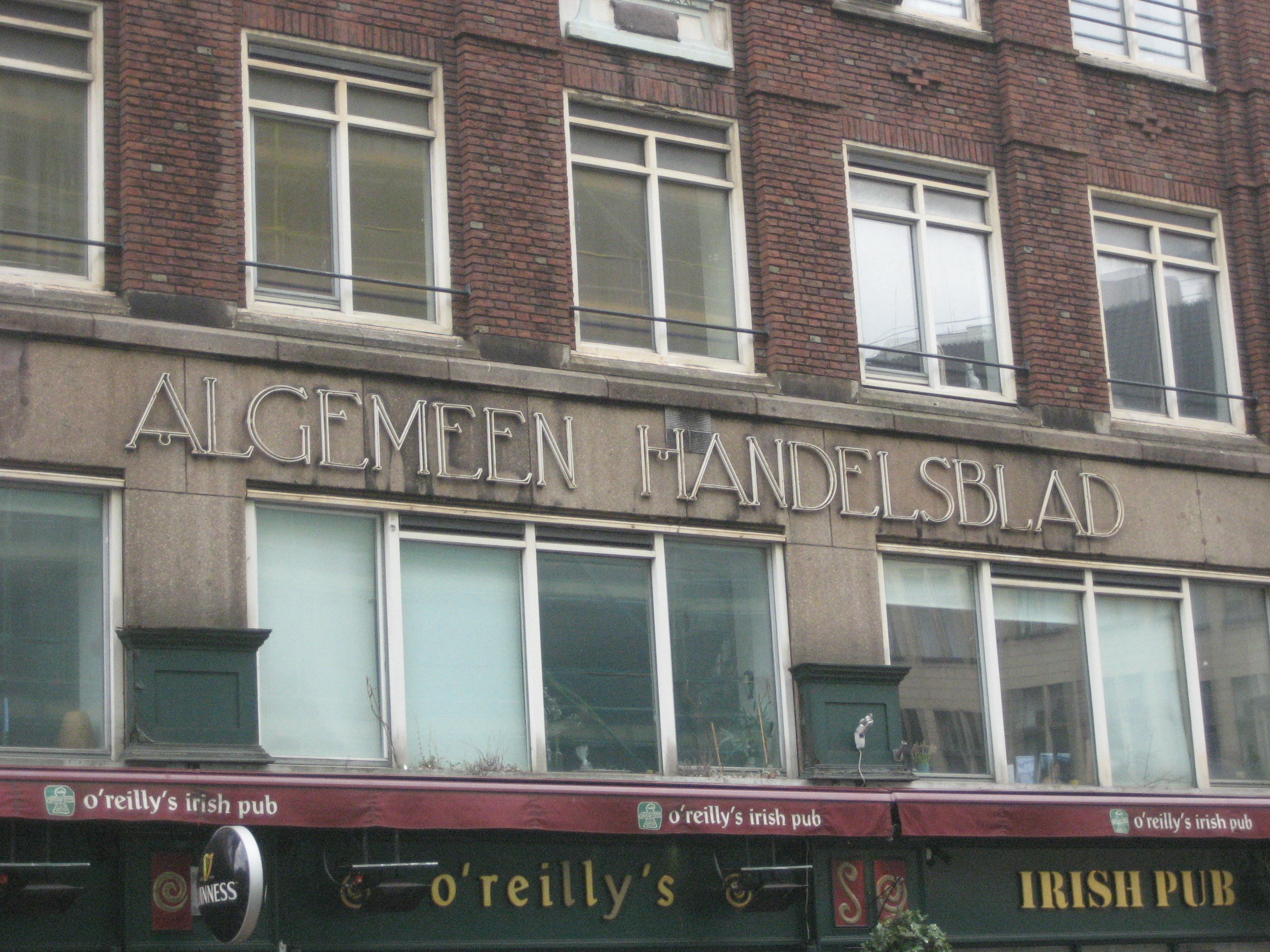
Paleisstraat (Amsterdam)

Das Algemeen Handelsblad (Allgemeines Handelsblatt) war eine 1828 gegründete überregionale niederländische Tageszeitung mit Redaktionssitz in Amsterdam. Sie ging 1970 nach einer Fusion mit dem Nieuwe Rotterdamsche Courant im NRC Handelsblad auf.

## Geschichte

Aufnahme aus der Redaktion von 1904, rechts außen Max Blokzijl

Die erste Ausgabe des Algemeen Handelsblad erschien am 5. Januar 1828. Gründer und erster Chefredakteur war Jacob Willem van der Biesen. Die Zeitung erschien zunächst zweimal die Woche und stellte am 1. Oktober 1830 auf eine tägliche Erscheinungsweise um. Damit wurde sie zur ersten niederländischsprachigen Tageszeitung, auch wenn sie 1831 kurzzeitig wieder mit nur drei Ausgaben die Woche herauskam.
Bereits in den ersten Jahren positionierte sich das Algemeen Handelsblad als überregionale Zeitung und verkaufte 1835 von ihrer 2.000 Exemplare großen Auflage nur 400 in Amsterdam. Da die Auslieferung zu dieser Zeit noch über Frachtboote oder Postkutschen erfolgte, konnte die Zeitung außerhalb Amsterdams nicht am Erscheinungstag zugestellt werden, weshalb die Zeitung einen Tag vordatiert wurde. Während der französischen Februarrevolution von 1848 bediente sich das Algemeen Handelsblad zur Nachrichtenübermittlung sogar der Hilfe von Brieftauben. Zu dieser Zeit erschienen bis zu vier Ausgaben täglich.
Auch in der zweiten Hälfte des 19. Jahrhunderts nahm das Algemeen Handelsblad eine Vorreiterrolle ein, so war sie 1877 die erste Zeitung, die eine Farbillustration abdruckte. Seit 1882 erschien sie mit zwei Ausgaben täglich. 1885 entsandte das Blatt als wahrscheinlich erste Zeitung der Niederlande mit Johan de Meester einen Korrespondenten ins Ausland, in diesem Fall nach Paris. Zuvor hatten niederländische Zeitungen sich im Ausland nur der Dienste von Freien Mitarbeitern bedient. 1887 führte das Algemeen Handelsblad als erste niederländische Zeitung einen täglichen Leitartikel ein.
Mittlerweile war die Zeitung zu einer festen Größe in der Medienlandschaft geworden und gehörte mit einer Auflage von 9.000 Exemplaren im Jahr 1882 zu den größten Tageszeitungen der Niederlande. Politisch stand sie den Liberalen nahe und wurde zusammen mit dem Nieuwe Rotterdamsche Courant, der im Übrigen über die ganze Zeit beider Zeitungen hinweg eine ähnliche Bedeutung wie das Algemeen Handelsblad hatte, zum Aushängeschild des liberalen Bürgertums in der niederländischen Medienlandschaft. Bis zum Zweiten Weltkrieg stieg die Auflage auf etwa 50.000 Exemplare.
Zu Beginn der deutschen Besatzung der Niederlande ab Mai 1940 hatten die Zeitungen des Landes noch ein Jahr lang ein gewisses Maß an Freiheiten, solange der Inhalt nicht konträr zu den Absichten der Besatzungsmacht stand. Im Anschluss daran verschärfte sich allerdings die Situation, und Willi Janke, Chef der Presseabteilung des Reichskommissariats, beschloss zusammen mit Max Blokzijl, vormals Berlin-Korrespondent der Zeitung und nun nationalsozialistischer Pressewächter in der Hauptabteilung für Volksaufklärung und Künste, an dem als antideutsch geltenden Algemeen Handelsblad ein Exempel zu statuieren und ließ die Sicherheitspolizei in die Zeitung einfallen. Ein Teil der Archive wurde beschlagnahmt und Chefredakteur Daniel Johannes von Balluseck (1895–1976) zusammen mit einem der Direktoren verhaftet. Beide kamen nach einem Monat frei, allerdings wurde ein Redakteur aus den Reihen der niederländischen Nationalsozialisten NSB zum stellvertretenden Chefredakteur ernannt und weitere neue Mitarbeiter aus den Reihen der NSB ins Blatt geholt. Diese erzwungene Nazifizierung kostete das Blatt einen Großteil der Abonnenten.
Nach dem Krieg konnte das Algemeen Handelsblad wieder an die alte Bedeutung anschließen, sah sich jedoch zunehmend mit der neuen Konkurrenz durch Fernsehen und Radio konfrontiert, die den Anzeigenmarkt unter Druck setzten. Auch stiegen die Lohn-, Druck- und Papierkosten. 1964 kamen das Algemeen Handelsblad zusammen mit dem Nieuwe Rotterdamsche Courant bei dem neuen gemeinsamen Herausgeber Nederlandse Dagblad Unie (NDU) unter. Letztere Zeitung hatte mit ähnlichen Problemen zu kämpfen, worauf NDU gegen den anfänglichen Widerstand der beiden Redaktionen beschloss, die Eigenständigkeit beider Zeitungen aufzugeben und diese 1970 zum NRC Handelsblad zu fusionieren. Trotz anfänglicher Auflagenverluste entwickelte sich diese Zeitung im Anschluss zu einem Erfolgstitel und hatte Mitte der 1990er Jahre einen Auflagenwert erreicht, der den beider Vorgängerzeitungen zusammengenommen bei weitem übertraf.